# Tour du Haut-Var 1994
Il Tour du Haut-Var 1994, ventiseiesima edizione della corsa e valida come evento del circuito UCI categoria 1.2, si svolse il 19 febbraio 1994, su un percorso di circa 199 km. Fu vinto dal francese Laurent Brochard che terminò la gara con il tempo di 5h19'10", alla media di 37,41 km/h.
Al traguardo 38 ciclisti portarono a termine il percorso.

## Ordine d'arrivo (Top 10)
| Pos. | Corridore           | Squadra     | Tempo    |
| ---- | ------------------- | ----------- | -------- |
| 1    | Laurent Brochard    | Castorama   | 5h19'10" |
| 2    | Eddy Seigneur       | GAN         | a 1'20"  |
| 3    | Ronan Pensec        | Novemail    | a 1'26"  |
| 4    | Gilles Delion       | Castorama   | a 1'38"  |
| 5    | Christophe Manin    | Chazal      | s.t.     |
| 6    | Oscar Pelliccioli   | Polti       | s.t.     |
| 7    | Richard Virenque    | Festina     | a 1'44"  |
| 8    | Edwig Van Hooydonck | Wordperfect | s.t.     |
| 9    | Marc Madiot         | Catavana    | s.t.     |
| 10   | Lance Armstrong     | Brescialat  | s.t.     |